# Rudolf von Beckerath (Jurist)
Rudolf Heinrich von Beckerath (* 20. Januar 1863 in Krefeld; † 13. Mai 1945 in Wiesbaden) war ein deutscher Jurist und Verwaltungsbeamter.

## Herkunft und Ausbildung
Rudolf von Beckerath wurde als Sohn des Kaufmanns und Fabrikanten Gerhard Benjamin von Beckerath (1827–1871) geboren. Nach dem Besuch des Gymnasiums in Krefeld studierte er Rechtswissenschaften an der Universität Bonn und der Universität Berlin und wurde zum Dr. jur. promoviert. Am 5. Juni 1888 heiratete von Beckerath, den Mennonit war, Elisabeth Georgine geborene Wilhelmi (* 4. Februar 1865).

## Karriere
1881/1882 diente er als Einjährig-Freiwilliger beim 1. Rheinischen Husarenregiment Nr. 7. Im September 1902 schied er als Rittmeister aus der Landwehr-Kavallerie aus.
1890 legte er das zweite juristische Staatsexamen ab und war anschließend bis 1897 als Regierungsassessor in Trier tätig. 1898 wurde er zum Landrat des Dillkreises ernannt, anschließend war er von 1902 bis 1909 Landrat des Landkreises Hanau.
1905 bis 1909 gehörte er dem Kommunallandtag Kassel an.
1909 wurde von Beckerath Nachfolger von Graf Kurd von Berg-Schönfeld als Polizeipräsident der Polizeidirektion Hannover. In dieser Stellung hatte er Kontakt zu den wichtigsten örtlichen Persönlichkeiten, etwa dem „Generalmajor Voigt als Vertreter der Garnisonen“ in Hannover, zum Regierungspräsidenten Fritz von Felsen sowie zu hannoverschen Senatoren und Stadtschulräten.
Nach dem Ersten Weltkrieg und der Novemberrevolution erkannte von Beckerath am 9. November 1918 „[...] die Autorität des Arbeiter- und Soldatenrates an [... und ] versicherte ihm die Loyalität der Schutzpolizei“. Das war aber nur den Umständen geschuldet: Auch in der Weimarer Republik agierte er …

„[...] konservativ im allgemeinen Sinne des Wortes. Während seiner nahezu 20-jährigen Tätigkeit als Polizeipräsident in Hannover hat er sich mit Parteipolitik nie befaßt. Nach dem Umsturz bestrebt, die bewährten Grundsätze der preußischen Verwaltung gegenüber der Neuordnungssucht der herrschenden Parteien zu erhalten.“

Im Zusammenhang mit der Aufklärung der Morde des Massenmörders Fritz Haarmann ordnete von Beckrath 1925 „[...] für Pfingsten eine große Suchaktion an. Der Wasserspiegel der Leine wurde abgesenkt und der Fluß systematisch durchsucht“, wobei unter anderem menschliche Knochen gefunden wurden.
Am 1. April 1928 wurde von Beckerath mit Erreichen der Altersgrenze in den Ruhestand versetzt. Ihm folgte Erwin Barth (SPD).

## Privates
Am 5. Juni 1888 heiratete von Beckrath Elisabeth Georgine, geb. Wilhelmi. Sie hatten eine Tochter.
1943 zog von Beckrath von Hannover nach Halle (Saale). Zuletzt lebte er in Frankfurt-Höchst. Kurz nach Ende des Zweiten Weltkrieges starb er in einem Krankenhaus in Wiesbaden.